# Raj
Raj (russisk: Рай) er en russisk spillefilm fra 2017 af Andrej Kontjalovskij.

## Medvirkende
- Julija Vysotskaja som Olga
- Christian Clauß som Helmut
- Philippe Duquesne som Jules
- Peter Kurth som Krause
- Jakob Diehl som Vogel